# Cat People (1982)
Cat People (Brasil: A Marca da Pantera / Portugal: A Felina) é um filme erótico de terror estadunidense de 1982 dirigido por Paul Schrader e estrelado por Nastassja Kinski. Jerry Bruckheimer atuou como produtor executivo. Alan Ormsby escreveu o roteiro, baseando-se vagamente na história de DeWitt Bodeen, o roteirista para do original aclamado de 1942 Cat People. Giorgio Moroder compôs a trilha do filme, incluindo a música-tema, que apresenta letras e vocais de David Bowie.

## Sinopse
Uma bela garota, que mantém um relacionamento conturbado com o irmão, descobre que ambos são descendentes de uma estranha linhagem de homens-felinos que só podem amar e reproduzir entre si.

## Elenco
- Nastassja Kinski como Irena Gallier
- Malcolm McDowell como Paul Gallier
- John Heard como Oliver Yates
- Annette O'Toole como Alice Perrin
- Ruby Dee como Female
- Ed Begley Jr. como Joe Creigh
- Scott Paulin como Bill Searle
- Frankie Faison como Det. Brandt
- Lynn Lowry como Ruthie
- John Larroquette como Bronte Judson
- Tessa Richarde como Billie
- Berry Berenson como Sandra
- Ron Diamond
- Patricia Perkins
- Fausto Barajas
- John H. Fields
- Emery Hollier
- Stephen Marshal
- Robert Pavlovich
- Julie Denney
- Arione De Winter
- Francine Segal
- Don Hood
- David Showacre
- Neva Gage
- Marisa Folse
- Danelle Hand
- John C. Isbell
- Roger E. Reid
- Charles Joseph Konya Jr.
- Marco St. John
- Brett Alexander
- Gregory Gatto
- Terc Martinez
- David Ross McCarty
- Harry Hauss
- James Deeth
- Ray Wise
- Jo Ann Dearing
- The Black Pope
- David Blackwell

## Produção
Nastassja Kinski, que interpretou a protagonista Irina, tinha cerca de 20 anos durante as filmagens. O diretor Paul Schrader admitiu que ficou muito doidão e se recusou a sair do seu trailer, cancelando um dia de filmagens. A interpretação de Frankie Faison como o detetive Brandt foi dublada durante a edição.

## Temas
Diretor Schrader disse, em relação aos aspectos eróticos e de terror de Cat People, que o filme "contém mais pele do que sangue". Ele descreveu o filme como sendo mais sobre a mítica do que o realista. Ele comparou a relação entre Oliver e Irena de Dante e Beatrice, colocando a mulher em um pedestal.

## Lançamento
O filme foi lançado nos cinemas nos Estados Unidos por Universal Studios em 2 de abril de 1982. Ele arrecadou aproximadamente $7,000,000 na bilheteria doméstica.
O filme foi lançado duas vezes em DVD nos Estados Unidos; uma vez pela Image Entertainment em 1997 e novamente Universal em 2002.

## Prêmios e Indicações

### Indicações
Golden Globe
- Melhor canção: David Bowie, Giorgio Moroder- 1983[7]
- Melhor trilha sonora: Giorgio Moroder- 1983

 Saturn Awards
- Melhor atriz: Nastassja Kinski - 1983[8]

## Trilha sonora
O álbum da trilha sonora foi lançado pela MCA Records na mesma semana em que o filme. A canção tema "Cat People (Putting Out Fire)" foi realizado por David Bowie, que escreveu a letra de música composta por Giorgio Moroder. A canção foi lançada como single em 1982, e em 1983, Bowie incluiu uma versão regravada da canção em seu álbum Let's Dance. Bowie cantou a música ao vivo regularmente durante sua turnê de 1983 "Serious Moonlight". A canção também foi utilizada em 2009 no filme de Quentin Tarantino Bastardos Inglórios.
Regravação de Bowie tinha na guitarra um então desconhecido Stevie Ray Vaughan.
Todas as composições por Giorgio Moroder, letras de David Bowie no "Cat People (Putting Out Fire)".
Um lado
1. "Cat People (Putting Out Fire)" – 6:43
2. "The Autopsy" – 1:31
3. "Irena's Theme" – 4:20
4. "Night Rabbit"  – 1:58
5. "Leopard Tree Dream" – 4:01

Lado dois
1. "Paul's Theme (Jogging Chase)" – 3:51
2. "The Myth" – 5:11
3. "To the Bridge" – 2:50
4. "Transformation Seduction" – 2:44
5. "Bring the Prod" – 1:57

### Pessoal
- Bob Badami – editor de música
- Brian Banks – teclados adicionais, Synclavier II programação
- Steve Bates – assistente técnico, assistente de mixagem
- David Bowie – vocais em "Cat People (Putting Out Fire)" & cantor vocal em "The Myth"
- Alexandra Brown – apoio vocal
- Keith Forsey – bateria, percussão
- Brian Gardner – masterização
- Craig Huntley – blaster beam
- Charles Judge – Prophet 5 e Jupiter 8 programação
- Laurie Kanner – coordenador de produção
- Michael Landau – guitarra
- Sylvester Levai – teclados, organizados por
- Paulette MacWilliams – apoio vocal
- Tim May – guitarra
- Giorgio Moroder – produtor, guitarra, baixo, mixagem
- Brian Reeves – engenheiro de mixagem
- Lee Sklar – baixo
- Stephanie Spruill – apoio vocal
- Trevor Veitch – contratante musical
- Allen Zentz – masterização (vocais de Bowie)